# Robert T. Bakker
Robert Thomas "Bob" Bakker född 24 mars 1945. Bakker är paleontolog och bl a känd för att han anser att dinosaurier kan ha varit varmblodiga vilket beskrivs i hans första publikation om endotermi. Bakker har haft en rådgivande roll i skapandet av filmen Jurassic Park, i filmen finns en karaktär kallad Dr. Robert Burke som liknar Bakker till utseendet, iförd cowboyhatt och ett jätteskägg.